# فرامتن
فرامتن (به انگلیسی: Hypertext) شیوه ای روایتی است که در آن روایتگر (داستان‌نویس، نمایش‌نامه نویس، کارگردان و…) به داستان، اتّفاق یا رابطهٔ دیگری خارج از فضای داستانی خود اشاره می‌کند که در بر گیرندهٔ روایت خارجی است. برای مثال در صحنه ای از فیلم ئی.تی. موجود فرازمینی به کارگردانی استیون اسپیلبرگ وقتی ای‌تی به پسری که لباس موجودات فضایی فیلم جنگ ستارگان به کارگردانی جرج لوکاس را پوشیده برمی‌خورد و به آن می‌خندد در واقع ایده ای فرامتنی از رابطهٔ دوستانهٔ این دو کارگردان را نشان می‌دهد.
البته نباید این نوع فرامتن را با ژانر فرامتن در عریانیسم (مکتب اصالت کلمه) اشتباه گرفت. عریانیسم، فرامتن را آزادترین متن ادبی جهان و خارج از حیطه شعر و داستان می‌داند که از ادبیت فراوانی برخوردار بوده و سرشار از وجوه هنری کلمه است و تمام متون ادبی را از جملات قصار گرفته تا مناجات نامه، متن تاریخی، سفرنامه، خطابه، زندگی‌نامه و حتی متون علمی و پزشکی را به شرط ادبیت بی قید و شرط اثر در بر می‌گیرد. متن آغازین گلستان سعدی و کتاب تائوته چینگ اثر لائوتسه از این قبیل متون است.